# Navire d'assaut amphibie

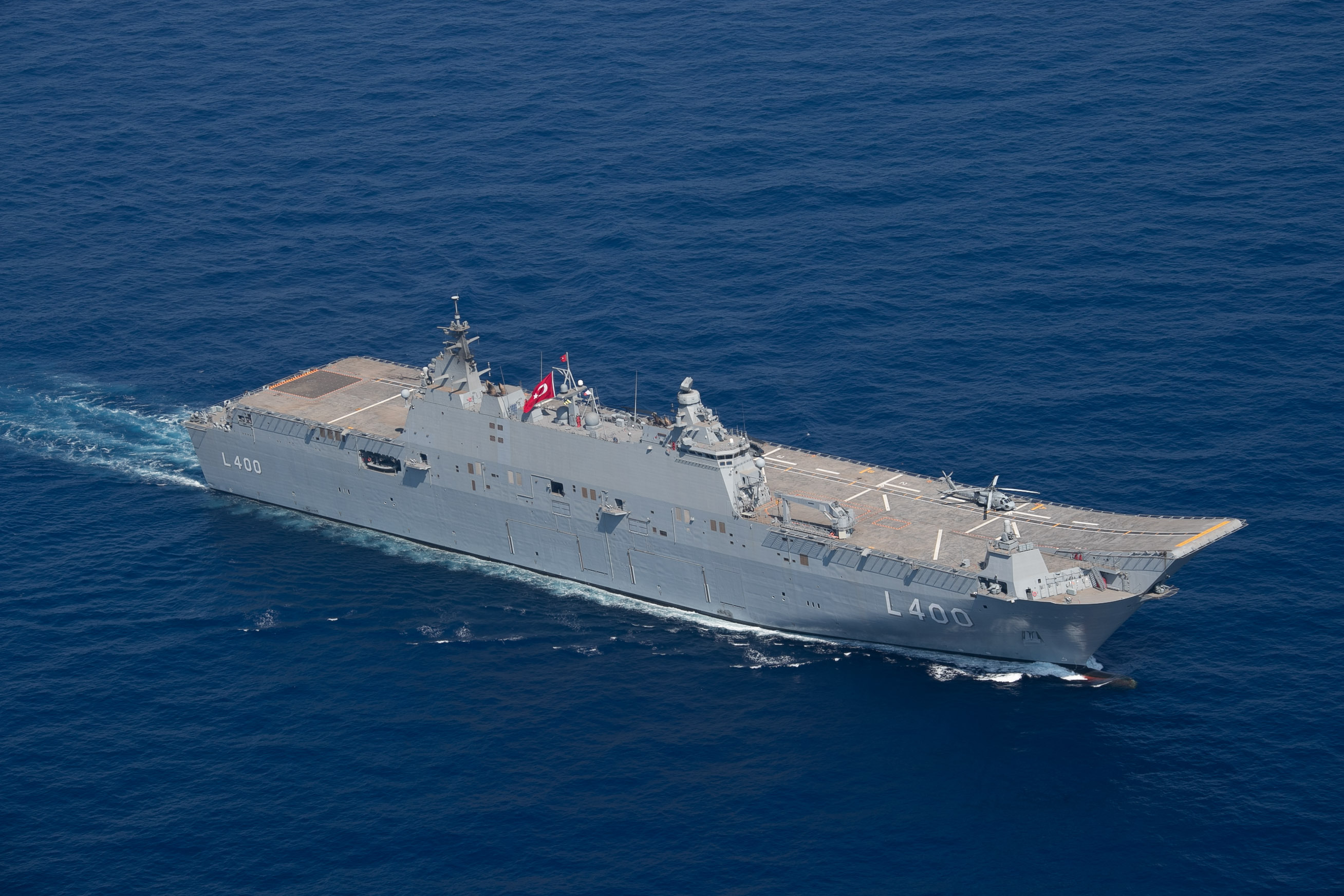
Un navire TCG L400

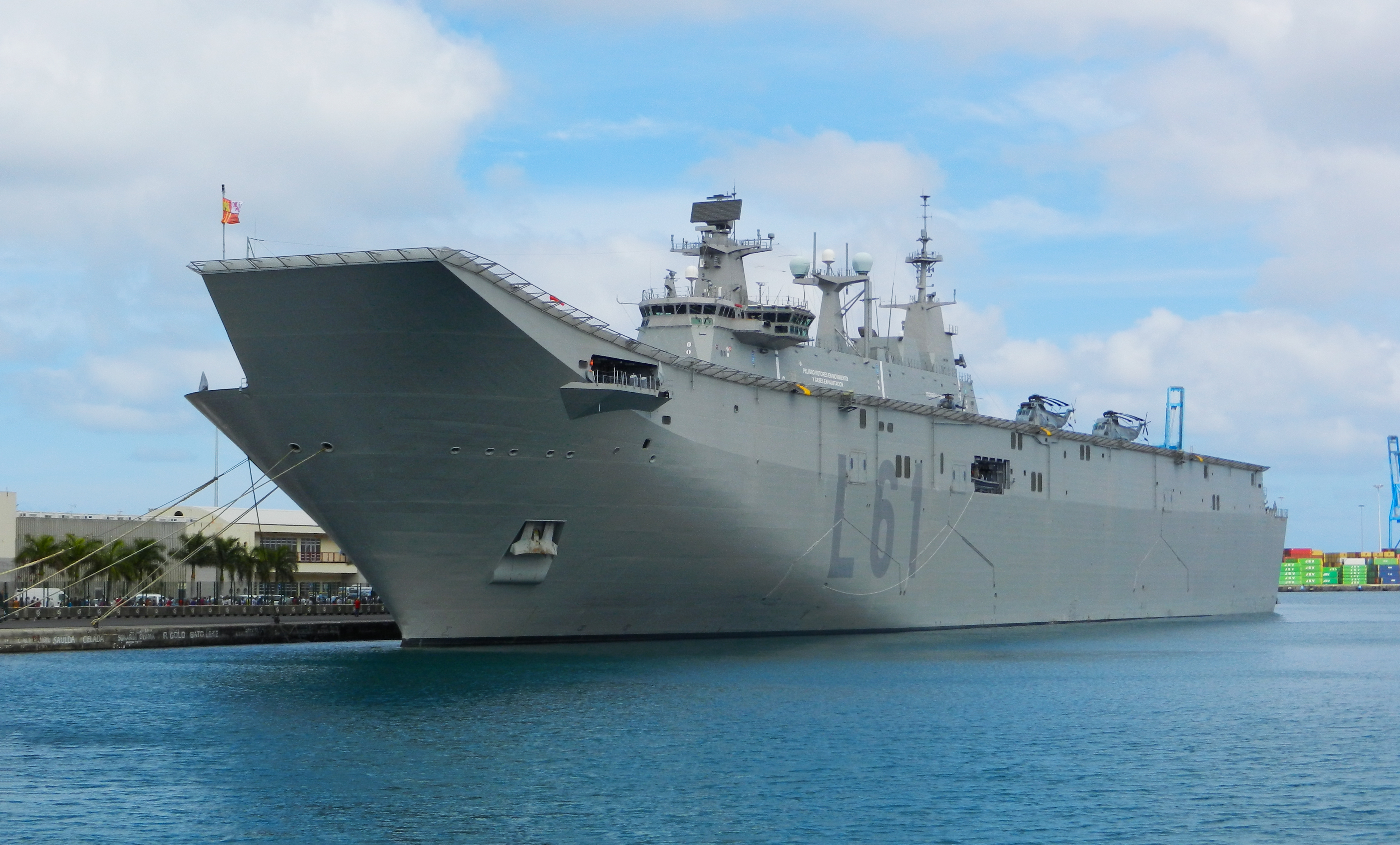
Classe Juan Carlos I

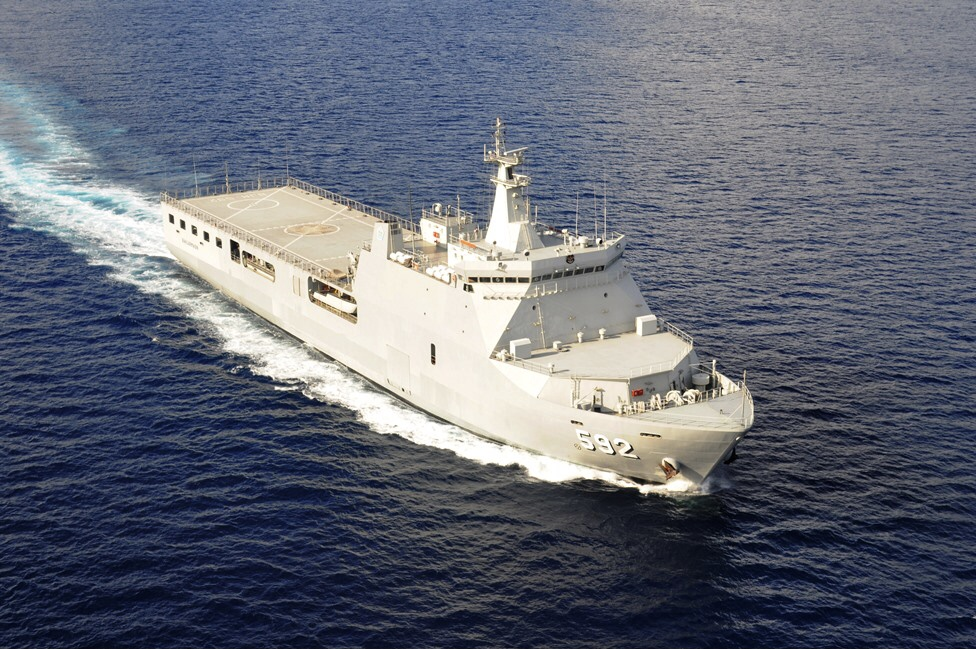
Classe Makassar

Un navire d'assaut amphibie est un type de navire de guerre utilisé pour réaliser un assaut amphibie (de la mer sur la terre).

## Description
Initialement développé à partir de porte-avions convertis pour être utilisé comme porte-hélicoptères, ce type de navire comprend des possibilités de mise à l'eau d'engins de débarquement avec généralement un radier inondable. Certains navires d'assaut amphibies conservent également un rôle secondaire de porte-avions.
La plus grande flotte de ce type de navire est utilisée par l'United States Navy, avec la classe Tarawa datant des années 1970 retiré dans les années 2000, la classe Wasp de 1989 et la classe America. Ces navires sont également, entre autres, utilisés par la Royal Navy, la Marine nationale française, la Marine chinoise,  la Marina militare, la Force maritime d'autodéfense japonaise, la Marine de la république de Corée et l'Armada espagnole.
La désignation actuelle des navires capables de mettre en œuvre une flotte d'hélicoptères et des engins de débarquement prend en compte l'importance accordée à la mise en œuvre d'hélicoptères vis-à-vis des autres missions. La désignation américaine s'est imposée dans l'usage mais son utilisation n'est pas standardisée. Par exemple, la classe Osumi est, pour des raisons politiques, classée en Landing Ship Tank (LST), mais il s'agit, en réalité, de Landing Platform Dock (LPD).

## Tableau
| Désignation | Désignation                                                                           | Caractéristiques  | Caractéristiques   | Caractéristiques      | Dimensions             | Dimensions         | Nombre                   | Nombre                  | Exemples                                                              |
| Sigle       | Complète                                                                              | Pont d'envol      | Radier immergeable | Ponts internes        | Dimensions (m)         | Déplacement (t)    | Construits (depuis 1945) | En service (avril 2020) | Exemples                                                              |
| ----------- | ------------------------------------------------------------------------------------- | ----------------- | ------------------ | --------------------- | ---------------------- | ------------------ | ------------------------ | ----------------------- | --------------------------------------------------------------------- |
| LHD         | Landing Helicopter Dock Porte-hélicoptères amphibie                                   | Grand et continu  | Grand              | Aéronefs et véhicules | de 30 x 200 à 38 x 250 | de 27 000 à 41 000 | 16                       | 16                      | Classe Mistral, Classe Wasp, Classe Juan Carlos I                     |
| LHA         | Landing Helicopter Assault                                                            | Grand et continu  | Petit              | Aéronefs ou véhicules | de 32 x 255 à 40 x 255 | de 40 000 à 45 000 | 7                        | 2                       | Classe Tarawa, Classe America                                         |
| LPH         | Landing Platform Helicopter Porte-aéronefs, Porte-avions léger                        | Grand et continu  | Absent (ou petit)  | Aéronefs              | de 25 x 180 à 35 x 200 | de 15 000 à 25 000 | 21                       | 3                       | Classe Iwo Jima, Classe Colossus                                      |
| LPD         | Landing Platform Dock Amphibious transport dock Transport de chalands de débarquement | Petit             | Grand              | Véhicules             | de 20 x 130 à 30 x 200 | de 7 000 à 25 000  | 65                       | 46                      | Classe Foudre, Classe San Antonio, Classe Galicia, Classe San Giorgio |
| LSD         | Landing Ship Dock                                                                     | Petit (ou absent) | Grand              | Véhicules             | de 25 x 175 à 28 x 185 | de 16 000 à 20 000 | 55                       | 19                      | Classe Whidbey Island, classe Bay                                     |